# Candoia
Candoia és un gènere de serps que inclou a diverses espècies de petites boes autòctones de Nova Guinea i algunes illes de la Melanèsia i les Moluques.

## Taxonomia
- Candoia aspera
- Candoia bibroni
- Candoia carinata
- Candoia paulsoni
- Candoia superciliosa